# Xã Hurricane, Quận Franklin, Arkansas
Xã Hurricane (tiếng Anh: Hurricane Township) là một xã thuộc quận Franklin, tiểu bang Arkansas, Hoa Kỳ. Năm 2010, dân số của xã này là 182 người.